# 意大利大厦

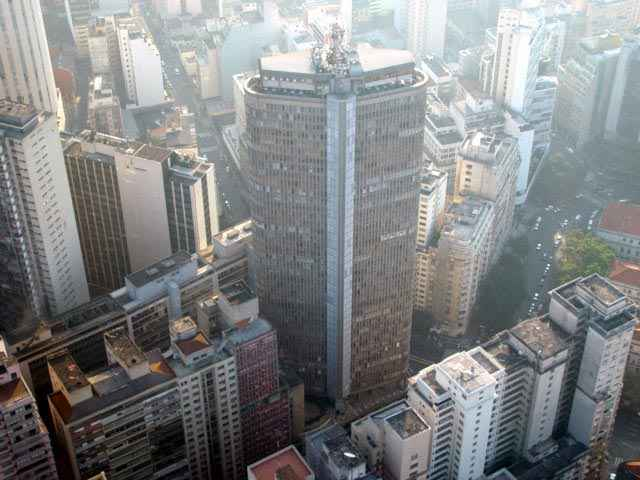
意大利大厦

意大利大厦（葡萄牙語：Edifício Itália）是巴西圣保罗的一座摩天大厦，为全市第二高的建筑物。大厦楼高168米，有46层，于1965年落成。
- OpenStreetMap上有關意大利大厦的地理

Template:Popular visitor attractions in São Paulo
23°32′44″S 46°38′37″W / 23.54556°S 46.64361°W